# Marcel Renault

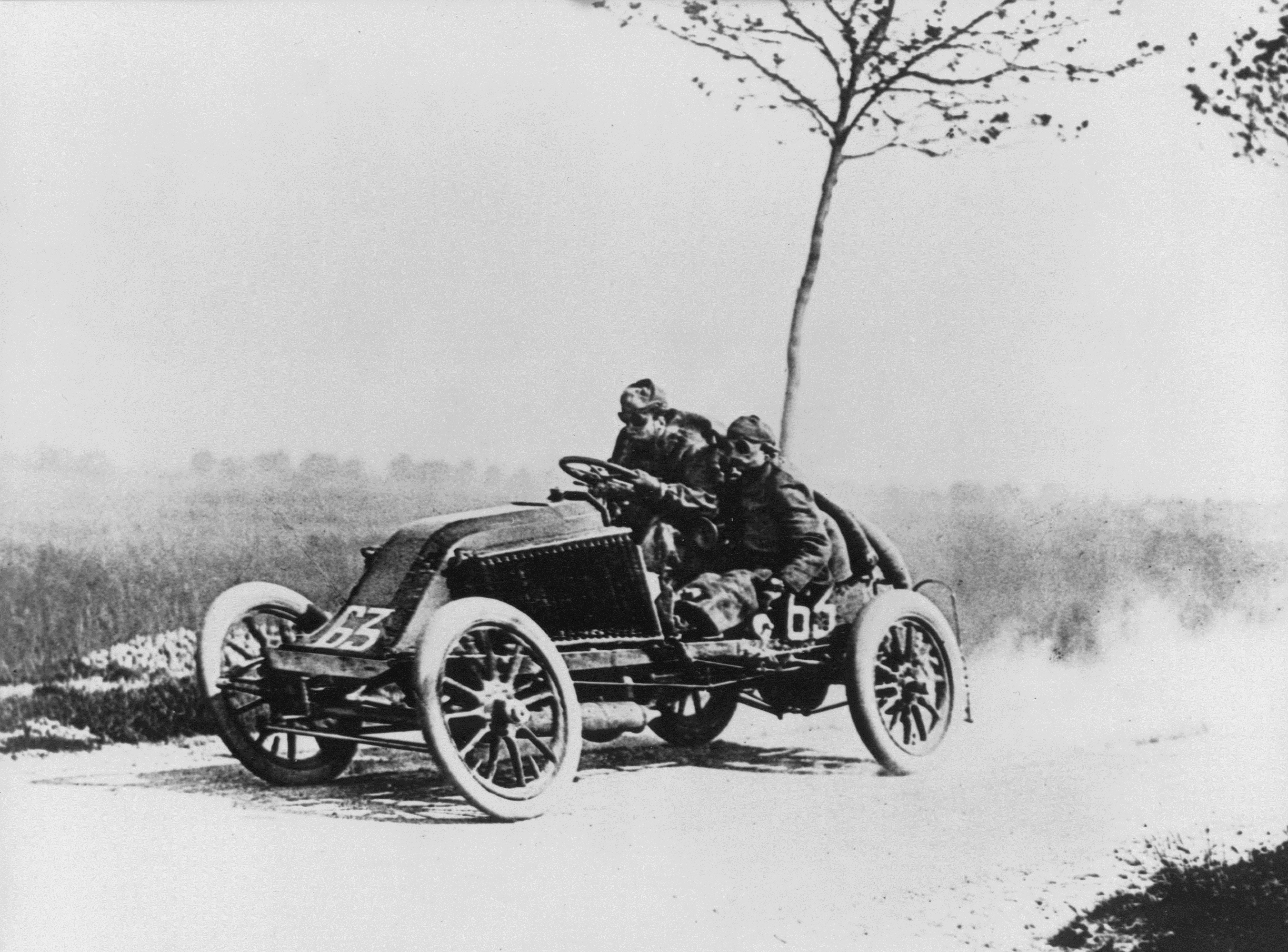
Marcel Renault verseny közben

Marcel Renault (Párizs, 1872. május 14. – Payré, 1903. május 26.) francia gyáriparos és autóversenyző, Louis Renault testvére.

## Életpályája
Egy párizsi polgárcsalád öt gyermekének (három fiú, két lány) egyike. Eleinte apja textilvállalatánál dolgozott, majd 1899. február 25-én két fivére, Fernand és Louis társulásával megalapította Billancourtban a Renault Frères vállalatot. A társuláshoz elsősorban pénzével, üzleti érzékével és versenyszeretetével járult hozzá. Fernand mellett nagy szerepe volt a Renault gépjármű-értékesítő hálózat kiépítésében, amely 1900-ban a hét legnagyobb francia városban jelent meg, és amely három év múlva már 120 üzlettel rendelkezett.
Autóversenyzőként részt vett az 1900. évi nyári olimpiai játékokon. 1900-ban indult először versenyen. 1902-ben egy új négyhengeres Renault gépkocsival megnyerte a Párizs-Bécs autóversenyt a könnyű járművek kategóriában. Az 1140 kilométeres távolságot Marcel 29 óra 30 perc alatt tette meg.

## Halála
Szerelőjével (Vauthier) részt vett az első és utolsó alkalommal megrendezett Párizs-Madrid autóversenyen, azonban 1903. május 24-én Couhé-Vérac község mellett elvétett egy kanyart, s kocsija az árokba borult. A kocsitól 6 méterre repülő Marcel olyan súlyos sérüléseket szenvedett, hogy 48 órával később, Payrében elhunyt. Mivel a verseny néhány óra leforgása alatt hat versenyző, egy járókelő és három néző halálát követelte, továbbá számtalan súlyos sérülést is okozott, a francia kormány Bordeaux-ban félbeszakíttatta. Ez volt az utolsó európai nagyvárosok között rendezett autóverseny.

## Emlékezete
A francia 10-es műút (RN10) mentén emlékmű jelöli Marcel Renault balesetének helyszínét.